# 제2신도쿄시
제2신도쿄시(일본어: 第2新東京市)는 애니메이션 신세기 에반게리온에 등장하는 가공의 도시이다. 구 도쿄도에 해당하는 일본의 수도이다.

## 개요
2000년 9월 13일에 발생한 세컨드 임팩트의 아비규환 속에 같은 해 9월 20일에는 신형폭탄이 낙하돼서 수도 도쿄를 파멸시켰다. 그 때문에 일본 임시 정부는 도쿄의 부흥을 단념하고 2001년에 임시 수도로 나가노현 마쓰모토시를 제2신도쿄시로 개명해서 천도한다(제1차 천도계획). 그 후 국회에서 '제2차 천도 계획'을 승인 받고 장래의 새 수도로 아시노코 호 북쪽 호반에 있는 가나가와현 아시가라시모군 하코네정 센고쿠하라에 제3신도쿄시를 건설하고 최종적으로 그곳에 천도하는 예정이었다.
작중의 제2신도쿄시의 전망은 우바스테 산 부근(오바스테역 근처, 나가노 현)으로부터의 조망, 지형과 일치하나 잡지 『에반게리온 크로니컬』에서는 '마쓰시로에 새 수도를 건설하는 계획도 있었으나 최종적으로 마쓰모토로 되었다'고 하며 설정적으로는 마쓰모토로 결말이 났다. 마쓰시로는 기동실험장으로 대화중에 등장한다.
또한 극장판『DEATH』의 서두에서는 제2신도쿄시의 주소지로 '나가노 현 제2신도쿄시(구 마쓰모토 시)'라고 명확히 나와있었다.
冒頭では、第2新東京市の所在地として「長野県第2新東京市（旧松本市）」と明確に記されている。
도 정부가 아닌 시 정부로한 명확한 이유는 알 수 없다. 비화로는 단순하게 '도쿄 시'라고 하는 옛날의 일본에서 쓰인 말을 다시 사용하고 싶었던 것으로 보인다. 규모, 인구, 재정에 관해서 명확한 묘사는 없으나 세컨드임팩트 이전의 도쿄도에 의해 뒤쳐진다고 생각된다.
또 같이 수몰된 뉴욕을 대신해서 세워진 국제 연합 본부도 있다.

## 그 외
게임 '슈퍼로봇대전'에서는 대부분의 작품에서 도쿄가 건재하기 때문에 원작의 '제3신도쿄시'가 제2신도쿄시의 명칭으로 등장하고 원작의 '제2신도쿄시'에 해당하는 도시는 등장하지 않는 경우가 많다.
또 태평양 전쟁이 끝날 무렵에는 마쓰시로에 정부기능을 두는 계획(마쓰시로 대본영 계획)이 있던 일도 염두에 두었을 가능성이 있다.